# لي بارسونز جالياردي
لي بارسونز جالياردي (بالإنجليزية: Lee Parsons Gagliardi)‏ (و. 1918 – 1998 م) هو محامي، وقاضي من الولايات المتحدة الأمريكية.